# Wayne Allard
Alan Wayne Allard (Fort Collins, 2 dicembre 1943) è un politico statunitense, senatore per lo stato del Colorado dal 1997 al 2009 membro della Camera dei Rappresentanti per lo stesso stato dal 1991 al 1997. Membro del Partito Repubblicano, Allard ha servito inoltre come senatore statale dal 1983 al 1991.

## Biografia
Medico veterinario, Allard entrò in politica con il Partito Repubblicano e venne eletto al Senato di stato del Colorado, dove rimase dal 1983 al 1990. In quest'anno infatti riuscì a farsi eleggere alla Camera dei Rappresentanti, succedendo ad Hank Brown, che era divenuto senatore.
Nel 1996 Brown decise di non chiedere un secondo mandato senatoriale e così Allard si candidò per occupare il suo seggio. Nelle elezioni primarie affrontò e sconfisse Gale Norton, che alcuni anni dopo venne nominata Segretario degli Interni dal Presidente Bush. Nelle elezioni generali poi riuscì a battere l'avversario democratico e approdò quindi al Senato.
Di ideologia fortemente conservatrice, Allard fu comunque molto impegnato su alcune tematiche vicine ai liberali, come la tutela dell'ambiente.
Nel 2002 venne rieletto per un secondo mandato, ma nel 2008 decise di ritirarsi e il suo seggio venne conquistato dal democratico Mark Udall.
Dopo aver abbandonato il Congresso, Allard accettò l'incarico di vicepresidente per le relazioni governative dell’American Motorcyclist Association.